# Dagon pusilla
Dagon pusilla är en fjärilsart som beskrevs av Osbert Salvin 1869. Dagon pusilla ingår i släktet Dagon och familjen praktfjärilar. Inga underarter finns listade i Catalogue of Life.